# Make It Mine
Make It Mine is een nummer van de Amerikaanse singer-songwriter Jason Mraz uit 2009. Het is de derde  single van zijn derde studioalbum We Sing. We Dance. We Steal Things.
Het zomerse nummer flopte in Amerika, maar werd in Nederland wel een grote hit. Het haalde de 8e positie in de Nederlandse Top 40. Het Nederlandse hitsucces waaide niet over naar Vlaanderen; daar bleef het namelijk steken op een 11e positie in de Tipparade.

## NPO Radio 2 Top 2000
| Nummer met noteringen in de NPO Radio 2 Top 2000 | '09  | '10  |
| ------------------------------------------------ | ---- | ---- |
| Make It Mine                                     | 1513 | 1475 |

1. ↑  Een vetgedrukt getal geeft de hoogste notering aan.
2. ↑  2009 was het eerste jaar met een notering voor dit nummer.
3. ↑  Deze tabel is bijgewerkt tot en met de laatste editie (2024).